# Pablo Gago
Pablo Gago (Madrid, 1928) es un guionista de historietas español que trabajó abundantemente con su hermano Manuel y otros autores de la editorial Maga. Es ciego.